# Династія Калабра
Династія Калабра (приблизно 250-600) — індійська царська династія, що правила на землях стародавнього Тамілакаму від III до VII століття. Калабра шляхом повстань витіснили з території Південної Індії ранніх Чола, ранніх Пандья та Чера. На зміну династії Калабра прийшли пізні Пандья та Паллави.